# Kopytná
Die Kopytná ist ein linker Nebenfluss der Olsa in Tschechien.

## Verlauf
Die Kopytná entspringt am Osthang des Kalužný (993 m) in den Mährisch-Schlesischen Beskiden. Ihr Lauf führt zunächst vorbei an der Ansiedlung Kyčera nach Osten und wendet sich dann zwischen der Velká Kyčera (906 m) und der Kozubová (981 m) in nordöstliche Richtung. In dem tiefen bewaldeten Tal folgen die Ansiedlungen U Sekuly, Tominová, Banát, Hrádková und Do Ďurdoka. In Košařiska ändert der Bach eine Richtung nach Norden und fließt vorbei an Do Mlýnka, Zaolší und Na Pasekách in das Beskidenvorland. Gegenüber von Bystřice nad Olší mündet die Kopytná 180 Meter unterhalb der Hluchovámündung nach 11,7 Kilometern in die Olsa. Ihr Einzugsgebiet umfasst 22,9 km².

## Zuflüsse
- Příkrá (r), am Fuße der Kozubová
- Suchý potok (l), oberhalb U Sekuly
- Tominová (l), Tominová
- Hrádková (r), Hrádková
- Kykula (l), unterhalb Košařiska
- Malá Kopytnice (l), Do Řepy
- Kopytnice (l), Do Řepy